# 春和街道
春和街道，是中华人民共和国云南省玉溪市红塔区下辖的一个乡镇级行政单位。

## 行政区划
春和街道下辖以下地区：
春和社区、王大户社区、中所社区、孙井社区、团山社区、龙池社区、飞井社区、马桥社区、刘总旗社区、黑村社区、黄草坝村和波衣村。